# World Series 1908
Le World Series 1908 sono state la quinta edizione della serie di finale della Major League Baseball al meglio delle sette partite tra i campioni della National League (NL) 1908, i Chicago Cubs e quelli della American League (AL), i Detroit Tigers. La serie vide la presenza delle stesse formazioni dell'anno precedente.
In queste World Series i Cubs diventarono la prima squadra a bissare il titolo di campione dell'anno precedente ma tale questo sarebbe rimasto l'ultimo sino al 2016. Durante quei 108 anni di digiuno la squadra raggiunse la finale in sette occasioni (nel 1910, 1918, 1929, 1932, 1935, 1938 e 1945), venendo sempre sconfitta. I Cubs furono una delle formazioni più dominanti del baseball agli inizi del novecento. Ty Cobb dei Tigers giocò molto meglio che nelle World Series precedenti, così come la sua squadra. Le ultime due gare però, tenute a Detroit, furono due shutout.
Per la prima volta, quattro umpire furono utilizzati nella serie, invece dei precedenti due.

## Sommario
Chicago ha vinto la serie, 4-1.
| Gara | Data       | Punteggio                             | Stadio            | Tempo | Pubblico |
| ---- | ---------- | ------------------------------------- | ----------------- | ----- | -------- |
| 1    | 10 ottobre | Chicago Cubs – 10, Detroit Tigers – 6 | Bennett Park      | 2:10  | 10.812   |
| 2    | 11 ottobre | Detroit Tigers – 1, Chicago Cubs – 6  | West Side Grounds | 1:30  | 17.760   |
| 3    | 12 ottobre | Detroit Tigers – 8, Chicago Cubs – 3  | West Side Grounds | 2:10  | 14.543   |
| 4    | 13 ottobre | Chicago Cubs – 3, Detroit Tigers – 0  | Bennett Park      | 1:35  | 12.907   |
| 5    | 14 ottobre | Chicago Cubs – 2, Detroit Tigers – 0  | Bennett Park      | 1:25  | 6.210    |

## Hall of Famer coinvolti
- Umpire: Tommy Connolly, Bill Klem, Hank O'Day
- Cubs: Mordecai Brown, Frank Chance, Johnny Evers, Joe Tinker
- Tigers: Sam Crawford, Ty Cobb